# Holme (North Yorkshire)
Holme – wieś w Anglii, w hrabstwie North Yorkshire, w dystrykcie (unitary authority) North Yorkshire. Leży 40 km na północny zachód od miasta York i 316 km na północ od Londynu.